# リンカーン駅 (イリノイ州)
リンカーン駅（英語：Lincoln Station）は、イリノイ州リンカーン ノース・シカゴ・ストリート101にある駅。全米各地を結ぶ旅客鉄道のアムトラックが乗り入れている。

## 利用可能な鉄道路線／列車
アムトラックのリンカーン駅に発着する列車は下記の通り。
シカゴとサンアントニオ間の夜行長距離列車テキサス・イーグル号…1日1往復停車
シカゴとセントルイス間の昼行中距離列車リンカーン・サービス…1日3.5往復停車